# Tichon av Moskva

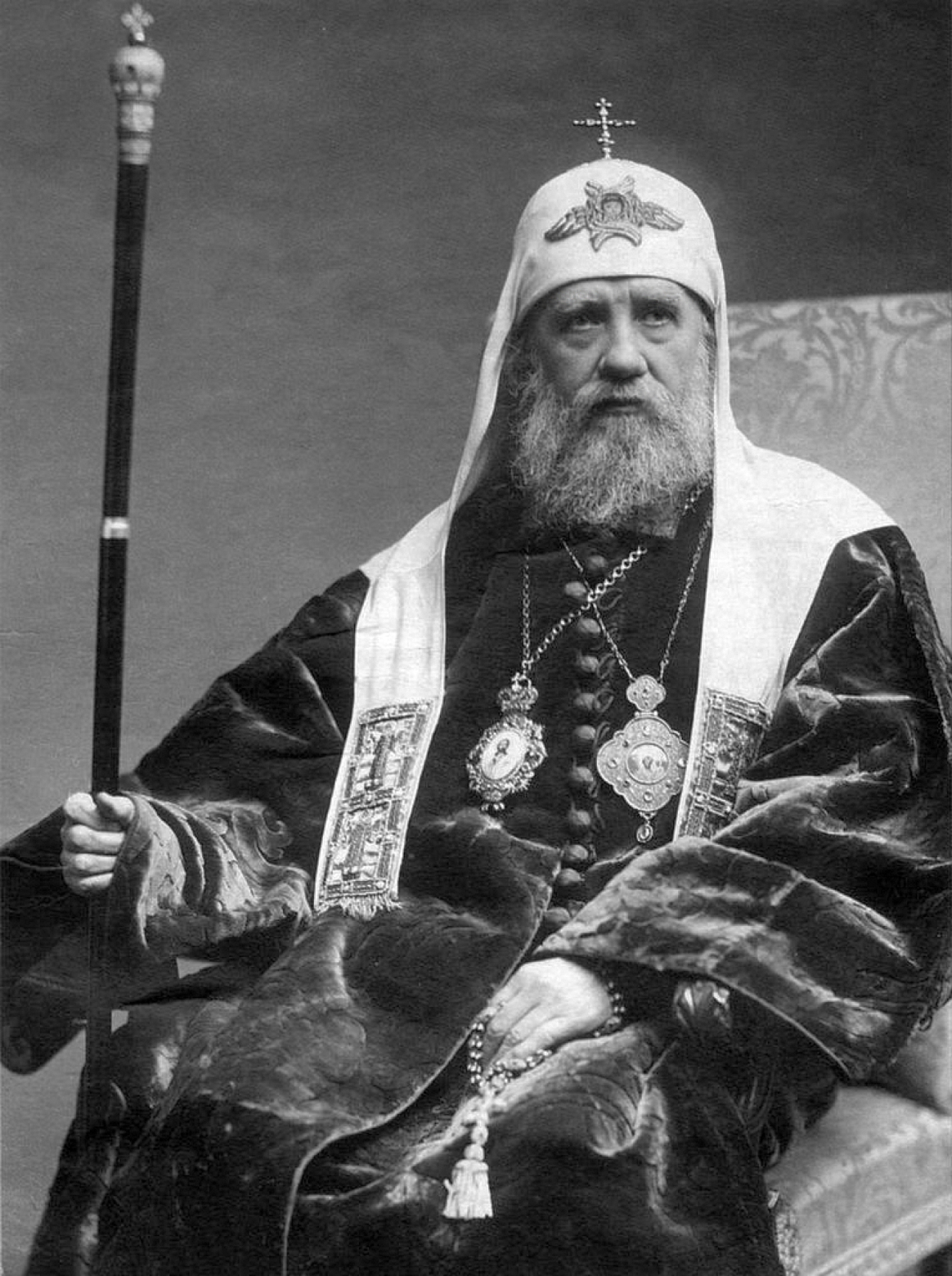
Tichon

Tichon, (ryska: Тихон; kyrkslaviska: Тѵхѡнъ) född som Vasilij Ivanovitj Bellavin (Васи́лий Ива́нович Белла́вин) den 31 januari (gamla stilen: 19 januari) 1865 i guvernementet Pskov, död 7 april 1925 i Donskoj kloster i Moskva, var en rysk patriark. 
Tichon, som var son till en kyrkosångare, ägnade sig åt den prästerliga banan, blev 1897 biskop i Lublin, 1898 biskop för de ortodoxa i USA och från 1907 åter biskop (på flera platser) i Kejsardömet Ryssland. Då det ryska patriarkatet efter 1917 års revolution återupprättades, blev han av det första allryska kyrkomötet uppförd i tredje rummet och genom lottning den 8 november samma år utsedd till patriark och den rysk-ortodoxa kyrkans överhuvud. 
Under den svåraste tiden av hungersnöden i Ryssland 1922 beslöt regeringen att till staten dra in alla kyrkliga rikedomar, det vill säga allt, som ännu fanns i kyrkorna såsom kultföremål. Tichon protesterade inte, men begärde kyrklig kontroll över själva rekvisitionerna, för att ej stöta de troendes religiösa känslor, och över dispositionen av de summor staten erhållit. Regeringen gick ej in på denna begäran, och rekvisitionerna pågick under de svåraste excesser, vilka ledde till massprocesser mot prästerskapet och många avrättningar av metropoliter (bland andra Veniamin i Sankt Petersburg), biskopar, präster, munkar, nunnor och lekmän. Vid denna tid uppstod en schism inom den ortodoxa kyrkan själv; nya kyrkliga grupper framträdde under olika namn, bland andra "Den levande kyrkan", "Den kyrkliga pånyttfödelsens grupp" och "Den fria arbetskyrkan". För regeringen var en sådan schism mycket fördelaktig, då den underlättade kampen mot den kring patriarken samlade ortodoxa kyrkan. 
Hösten 1922 arresterades Tichon och anklagades främst för, att han skulle ha hindrat räddning av de hungrandes liv och för kontrarevolutionära sympatier. Arresteringen framkallade mängder av protester i Västeuropa och i USA, undertecknade av hundratusen personer (bland dem kardinalärkebiskopen i Paris samt ärkebiskoparna av Canterbury och York). Tichon frigavs den 26 juni 1923 ur fängelset, men sattes under sträng bevakning i ett kloster i Moskva. Under tiden sammankallade "den levande kyrkan" ett möte i Moskva (1923), avsatte Tichon, återupprättade "den heliga synoden" under presidium av "den levande kyrkans" huvudmän och erkände sovjetmakten som å sin sida visade sig välvillig mot denna kyrkliga gruppering. Större delen av den ortodoxa kyrkan förblev emellertid trogen sin gamla tro och gav sitt stöd åt patriarken.
Under Ekumeniska mötet i Stockholm 1925 hölls den 23 augusti i Gustaf Vasa kyrka en högtidlig minnesgudstjänst över Tichon med minnestal av metropoliten av Rumänien och ärkebiskopen av Dublin.